# Marcenod
Marcenod település Franciaországban, Loire megyében. Lakosainak száma 680 fő (2022. január 1.). Marcenod Châtelus, Grammond, Saint-Christo-en-Jarez, Larajasse és Saint-Romain-en-Jarez községekkel határos.

## Népesség
A település népességének változása:
| Lakosok száma | 453  | 422  | 410  | 600  | 692  | 708  | 710  | 695  | 693  | 680  |
|               | 1968 | 1982 | 1990 | 2006 | 2013 | 2015 | 2017 | 2019 | 2020 | 2022 |